# Амірово (Аскінський район)
Амі́рово (рос. Амирово, башк. Әмир) — присілок у складі Аскінського району Башкортостану, Росія. Входить до складу Кашкинської сільської ради.
Населення — 304 особи (2010; 381 у 2002).
Національний склад:
- башкири — 99 %